# 日本舟尾鱈
日本舟尾鱈，為輻鰭魚綱鱈形目鼠尾鱈科的其中一種。

## 分布
本魚分布於日本南方及台灣東北部。

## 深度
水深550至710公尺。

## 特徵
本魚全長為頭長的7.4倍；頭長為吻長的4.4倍、鼻窩寬的7.3倍、眼徑的2.7倍、眶間的5.5倍、上頷的2.8倍、體高的1.1倍。體型延長，側扁。頭部中大型。口大，下位，頦部有一長鬚；上、下頜齒為錐狀，多列排成寬齒帶，發光器之前後皮窗分隔較寬；臀鰭基部中段有3塊黑色區域散布；頭部側線孔明顯發達；鬚長較本屬其他種類長；腹鰭軟條數亦較本屬其他種類多；背鰭2個，第一背鰭具硬棘2枚，軟條9至11枚；腹鰭軟條12枚。體呈深棕色。體被小型櫛鱗，體長可達17.6公分。

## 生態
屬於深海底棲性魚類，棲息於沙泥底質，以小型甲殼類、多毛類及明蝦為食，數量少，罕見。

## 經濟利用
無經濟價值，多作為下雜魚。